# Armand Tanton
Armand Tanton (2 février 1902, Trouville-sur-Mer - 19 août 1982, Saint-Brieuc), est un inspecteur d'académie et historien régional.
Originaire d'une famille de la région parisienne, il est élève de l'École Normale de Caen d'octobre 1918 à juillet 1922, puis surveillant dans cette même école jusqu'en 1923. Il est professeur adjoint à l'E.P.S. d'Elbeuf de septembre 1924 à juillet 1935. Il devient inspecteur primaire à Mayenne du 31 juillet 1935 au 31 janvier 1952. Il devient par la suite inspecteur d'Académie en Lozère et dans les Côtes-d'Armor. Il était un conférencier distingué et éloquent, très cultivé et écouté[réf. nécessaire].

## Publications
- Manuel d'histoire du Bas-Maine (avec la coll.de Max Ferré)
- Géographie de la Mayenne (avec la coll.de Brémond)